# Werner Köster (Journalist)
Werner Köster (* 24. Dezember 1945; † 8. September 2022) war ein deutscher Sportjournalist und -manager.

## Leben
Der aus Neheim-Hüsten stammende Köster wuchs als Sohn eines Eisenbahners auf. Köster wurde bei der Bild-Zeitung Leiter der seinerzeit in Hamburg ansässigen Sport-Bundesredaktion. Bei der Gründung der Sport Bild im Jahr 1988 hatte er zusätzlich das Amt des Chefredakteurs des neuen Blatts inne. Köster war während seiner Dienstjahre daran beteiligt, Franz Beckenbauer, Boris Becker und Max Merkel für eine Zusammenarbeit mit der Bild (u. a. als Kolumnisten) zu gewinnen. 1990 schied er bei der Bild aus. Köster war Ende März 1990 Organisator eines in Dresden ausgetragenen Fußballspiels, in dem eine namhaft besetzte Mannschaft mit früheren Nationalspielern aus beiden deutschen Staaten einer Weltauswahl gegenüberstand. Die Einnahmen der Begegnung, bei dem Bundeskanzler Helmut Kohl den „Ehrenanstoß“ ausführte, flossen in den Wiederaufbau des Residenzschlosses Dresden.
Nach seinem Weggang von der Bild war Köster bei den Zeitungen Dresdner Morgenpost und Berliner Kurier tätig. 1992 wurde Köster Berater und Vermarkter von Franziska van Almsick, zunächst als Mitarbeiter des Unternehmens Master Media Sport GmbH. Er verschaffte der Schwimmerin lukrative Werbeverträge und baute sie zu einer Marke auf. Im Februar 2001 endete die Zusammenarbeit. Köster vermarktete weitere Persönlichkeiten des deutschen Spitzensports wie die Boxerin Regina Halmich, den Skispringer Jens Weißflog, die Dressurreiterin Isabell Werth und die Eisschnellläuferin Claudia Pechstein.
Im Jahr 2004 stieg Köster aus dem Unternehmen Köster & Co. Gesellschaft für Sportkommunikation mbH aus, welches er 1996 gegründet hatte. Später lebte er in Ratzeburg und anschließend in einem Altersheim in Hamburg-Harburg.